# Cecil Howard (réalisateur)
Pour le sculpteur, voir Cecil Howard.
Cecil Howard est un réalisateur de films pornographiques, mort le 16 décembre 2016 .
Ses pseudonymes sont Howard Winters, Ward Summers et Umberto Corleone.

## Récompenses
- AVN Award de 1984 en tant que Meilleur Réalisateur pour le film Scoundrels
- AVN Award de 1986 en tant que Meilleur Réalisateur pour le film Snake Eyes
- AVN Award de 1987 en tant que Meilleur Réalisateur pour le film Star Angel[3]
- XRCO Hall of Fame[4]